# Straßenkinder in Rumänien
Die Straßenkinder in Rumänien (rumänisch copii de strada) umfassen mehrere Generationen verstoßener Kinder aus der Zeit der realsozialistischen Gewaltherrschaft in Rumänien, Waisenkinder oder Ausreißer im Alter von drei bis siebzehn Jahren. Sie leben – teilweise auch in größeren Gruppen – auf den Straßen und in der Kanalisation zahlreicher Städte des Landes. Einmal auf der Straße kommen sie nur selten von ihr weg.
Über ihre landesweite Zahl besteht Uneinigkeit in der Literatur. Schätzungen zufolge waren es
- 2000: 3.200 Kinder[1]
- 2003: 1.900 Kinder[1]
- 2004: 1.300 Kinder[2]

Andere Quellen gehen von rund 9.000 Kindern im Jahr 2018, 5.000 Kindern im Jahr 2005, 20.000 Kindern im Jahr 2001, oder 30.000 Kindern (ohne Jahreszahl), oder gar 100.000 in den Jahren 1997 und 2008 aus. Straßenkinder besitzen selten Dokumente oder einen Ausweis, was eine genaue Erhebung erschwert.
Ihre Existenz war bereits vor der Rumänischen Revolution im Jahr 1989 bekannt, jedoch wurde das Problem in seinen ganzen Ausmaßen von den damaligen staatlichen Organen der Öffentlichkeit vorenthalten. Das Phänomen kam in den 1990er und den frühen 2000er Jahren zu seinem Höhepunkt; seither geht die Anzahl der Straßenkinder laut einigen Quellen zurück, andere sprechen davon, dass „die Obdachlosigkeit und damit auch die Zahl der Straßenkinder und -jugendlichen weiter dramatisch zunimmt“.
Hilfe gibt es vorwiegend von nationalen und internationalen christlichen Gruppen sowie von Streetworkern.

## Ursachen
Obdachlosigkeit ist in Rumänien erst seit kurzem Gegenstand der Forschung. Studien weisen landesweit eine Zahl von 15.000 Obdachlosen aus, wobei die Organisation Ärzte ohne Grenzen allein in den Straßen von Bukarest bei circa zwei Millionen Einwohnern um die 5000 Betroffene vermutet.

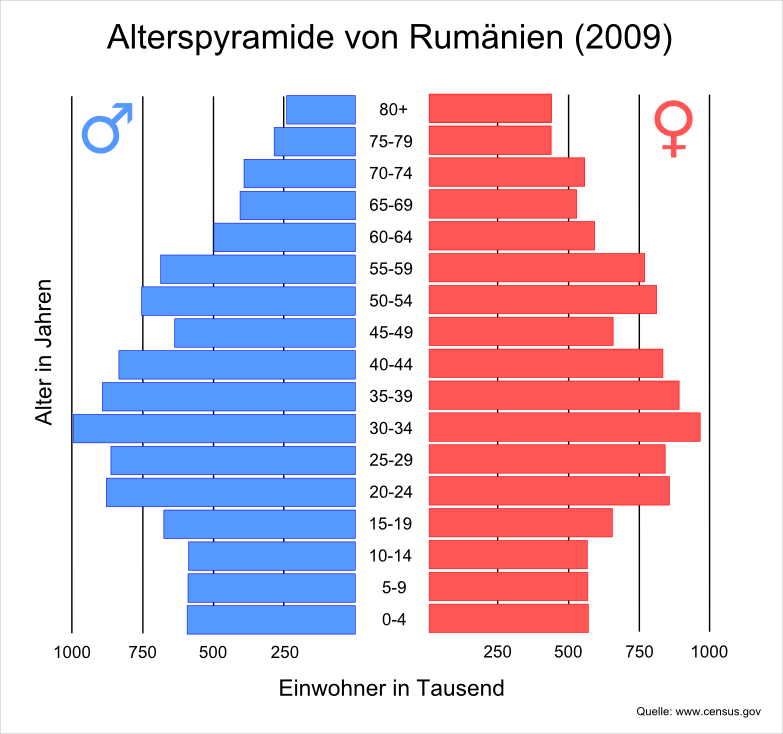
Die Altersstruktur Rumäniens weist die geburtenstärksten Bevölkerungszahlen in den Jahrgängen 1975–1979 auf.

Die Straßenkinder in Rumänien sind sowohl das Resultat der relativen Armut der Bevölkerung Rumäniens als auch seiner kommunistischen Vergangenheit. Nicolae Ceaușescu hatte die Vision, das rumänische Volk bis zur Jahrtausendwende auf 30 Millionen anwachsen zu lassen. Bereits im Oktober 1966 wurde das Dekret 770 erlassen, mit dem die Empfängnisverhütung verboten und Abtreibungen mit Freiheitsstrafen streng bestraft wurden. Frauen fanden zwar Wege zur illegalen Abtreibung, allerdings nur unter schwersten Bedingungen, die u. a. in dem Film 4 Monate, 3 Wochen und 2 Tage thematisiert wurden. Unter dieser Bevölkerungspolitik verdoppelte sich bereits ein Jahr später die Geburtenziffer. Obwohl das Programm anfänglich von massiver finanzieller Förderung für Kindergärten und Schulen begleitet wurde, erwiesen sich diese sozialpolitischen Maßnahmen jedoch im Laufe der Jahre als unzureichend. Die resultierenden sozialen Probleme sind heute noch groß.
Viele werdende Mütter versuchten, mit Drähten oder Medikamenten einen Abort einzuleiten. In der Folge kam es häufig zu Geburten behinderter Kinder. Diese wurden daraufhin in Sozialwaisenhäuser wie zum Beispiel das Kinderheim Cighid nahe der Stadt Oradea abgeschoben, wo neben behinderten Kindern unter anderem auch ungewollte Kinder eingeliefert wurden. Hier wurden die Irecuperabili (deutsch die Unwiederbringlichen) unter unwürdigsten Bedingungen wie Vieh gehalten.
40 Prozent der Menschen lebten unterhalb der Armutsgrenze, und insbesondere kinderreiche Familien waren vielfach der Zerrüttung ausgesetzt. In der Folge konnten zahlreiche Eltern nicht mehr für ihre Kinder aufkommen und gaben sie an Waisenhäuser ab, oder „warfen sie raus“. Die überfüllten Waisenhäuser konnten den Strom der verwaisten Kinder nicht aufnehmen. Es gab einige Fälle, in denen verzweifelte Eltern ihre Kinder töteten. In den Waisenhäusern bediente sich auch die Geheimpolizei Securitate für ihren Nachwuchs.
Nach der Revolution 1989 stieg die Zahl der nun legalen Schwangerschaftsabbrüche kurzfristig massiv an und erreichte 1990 gar eine Quote von 300 Abbrüchen auf 100 Geburten. Noch heute lassen Mütter bei ungewollten Schwangerschaften oftmals ihre Babys gleich nach der Geburt im Krankenhaus zurück. In manchen Kliniken werden Gebärende zur Erleichterung von potentiellen späteren Ermittlungen inzwischen fotografiert, für den Fall „dass sie ohne ihr Baby klammheimlich das Weite suchen“. 1997 lebten eine Million Kinder in staatlichen Heimen.
Schätzungsweise 60.000 Kinder flüchteten aus einem Familienalltag, in dem oft Alkohol, Gewalt und sexueller Missbrauch an der Tagesordnung waren. 2001 waren 30 Prozent der rumänischen Frauen Gewalthandlungen ihrer Ehe- oder Lebenspartner ausgesetzt. Noch 2006 zeigte eine Studie der UNICEF Romania, dass 73 % der rumänischen Eltern ihre Kinder körperlich misshandelten. Mehr als eine Million rumänischer Kinder lebte in Armut, 350.000 davon in extremer Armut. Armut unter Roma-Kindern war drei Mal höher als unter den Kindern der Mehrheitsbevölkerung, und 27.000 rumänische Kinder lebten in diesem Jahr nicht in elterlicher Obhut, sondern in Institutionen oder anderen vom Staat anerkannten Einrichtungen.
Durch andere Faktoren wie das Arbeiten von Eltern im Ausland entstand noch ein anders geartetes Problem alleinstehender rumänischer Kinder. Zwischen 16 und 18 Prozent der rumänischen Kinder zwischen 10 und 14 Jahren entbehren aus diesem Grund einen Elternteil:
- 80.000 den Vater
- 55.000 die Mutter
- 35.000 beide Eltern

Ein Teil dieser Kinder wird durch Verwandte oder Nachbarn im Rahmen der Möglichkeiten und mit unterschiedlichem Einsatz sozial begleitet. Materiell geht es den hinterlassenen Kindern oft besser als ihren Altersgenossen, da die meisten Eltern regelmäßig Geld überweisen. Trotzdem neigen die Kinder zu Depressionen und Alkoholmissbrauch und geraten nicht selten mit dem Gesetz in Konflikt. 2008 stieg auch die Rate der diesbezüglichen Selbstmorde von Jugendlichen an. Nach offiziellen Schätzungen arbeiten 14 Prozent der Gesamtbevölkerung im Ausland, nicht selten illegal. Die meisten davon sind junge Erwachsene, viele davon Eltern.

## Situation
Viele der Straßenkinder leben in der Kanalisation in der Nähe von Fernheizungsrohren, in U-Bahn-Stationen, an Bahnhöfen oder auf Baustellen. Ihre Kleidung wird nicht selten durch Stricke zusammengehalten; die Kinder sind oft sehr dreckig und es fehlt ihnen Schuhwerk. Für die Körperhygiene steht oft nur etwas Wasser aus Limonadenflaschen zur Verfügung. Viele haben Tuberkulose und werden infolge mangelnder Hygiene von Läusen und Flöhen geplagt, viele leiden an Fußpilz. Vor allem die Älteren können Geschlechtskrankheiten wie Syphilis aufweisen und laufen Gefahr, sich mit AIDS oder Hepatitis zu infizieren.
Das Schnüffeln der billigen Straßendroge „Aurolac“ aus Plastiktüten ist unter den Kindern weit verbreitet. Aurolac ist der Name einer rumänischen Marke eines synthetischen silber- oder goldfarbenen Verdünnungsmittels, das nach dem Inhalieren eine leichte halluzinogene Wirkung hat und die Kinder so ihre Ängste, Sorgen und den Hunger für einige Momente vergessen lässt. Diese Methode verursacht bei anhaltendem Gebrauch Herz- und Hirnerkrankungen und schädigt die Atemwege. Unter dem Einfluss der Dämpfe legen die Kinder auch gelegentlich selbstverletzendes Verhalten an den Tag, indem sie sich zum Beispiel mit Scherben Schnittwunden an den Armen zufügen.
Es ist schwer, zu den Straßenkindern Kontakt aufzunehmen. Sie bilden eine eigene, wenn auch raue Familie, die zusammenhält. Die Größeren „achten“ meist auf die Kleineren, es herrscht aber auch oftmals das Gesetz des Stärkeren und es bestehen starke Hierarchien, in denen die älteren Kinder das Betteln und Stehlen der Jüngeren organisieren. Betteln und Kleinkriminalität sind an der Tagesordnung. An vielen innerstädtischen Verkehrsampeln stürzen Straßenkinder auf die wartenden Autos zu und putzen die Scheiben in der Hoffnung auf etwas Geld, wobei sie sich häufig bekreuzigen.
Hilfe und Unterstützung werden oft nicht angenommen, da in Institutionen immer Regeln und Verpflichtungen herrschen, die befolgt werden müssen. Die Straßenkinder hegen wohl den Wunsch auf ein „besseres Leben“, wollen aber „frei sein“ und haben Schwierigkeiten, sich an ein Minimum an Regeln zu halten. Sie tauchen vorwiegend bei Schlechtwetter und im Winter an Hilfsstellen auf, um wenigstens eine warme Mahlzeit und einen sicheren Schlafplatz zu bekommen. Die meisten von ihnen kehren danach wieder auf die Straße zurück. Wenn sie, wie die meisten, keine Ausweispapiere haben, ist es ihnen nicht erlaubt, eine reguläre Schule zu besuchen. Hilfsorganisationen haben keine Illusionen, weder über die Bandbreite und Größe ihrer Aufgabe noch über ihre zur Verfügung stehenden Mittel und Möglichkeiten.
Rumänien, und hier vornehmlich Bukarest, ist eines der europäischen Hauptreiseländer für pädophile Straftäter. Insbesondere Straßenkinder sind ihre Opfer. Schätzungen ergeben, dass fünf Prozent der obdachlosen Kinder in Rumänien in die sexuelle Ausbeutung gezwungen werden. Gleichwohl sind zunehmend Verhaftungen und mehrjährige Verurteilungen ausländischer Straftäter in Rumänien zu verzeichnen. Der Handel mit Frauen und Kindern zwecks sexueller Ausbeutung ist nach wie vor ein ernsthaftes Problem im Land. Das bereits im Jahr 2001 verabschiedete Gesetz zur Bekämpfung des Menschenhandels führte in den ersten Jahren nicht zu nennenswerten Verbesserungen. Nach wie vor werden Frauen und Kinder aus Rumänien zur sexuellen Ausbeutung in West- und Osteuropa verschleppt, wobei gerade Straßenkinder schnell zu Opfern falscher Versprechen von Menschenhändlern werden. So sind Fälle bekannt, in denen sie in Hamburg, Berlin und Amsterdam zur Prostitution gezwungen wurden. Rumänien dient ebenfalls als Transitland zum Weitertransport für Opfer aus zahlreichen anderen Ländern, wie zum Beispiel der Türkei oder Thailand, in andere europäische Länder. Der sexuelle Missbrauch von Kindern wird in Rumänien mit Haftstrafen bis zu fünfzehn Jahren geahndet. Rumänien ratifizierte im Oktober 1990 die UN-Kinderrechtskonvention, im Januar 2002 folgte das Zusatzprotokoll zur Ächtung von Kinderprostitution, Kinderhandel und Kinderpornografie.
2004 erklärte die rumänische Regierung, dass sich die Hilfsmaßnahmen der Regierungsstrategie im Bereich des Schutzes der in Schwierigkeiten geratenen Kinder (2001–2004) als unwirksam erwiesen, und stellte besser koordinierte Programme in Aussicht. Neben den Kreisjugendämtern besteht ein Nationales Amt für den Schutz der Kinderrechte, sowie private und staatliche Kinderheime, die allerdings nach wie vor mit Gewalt und sexuellem Missbrauch in Verbindung gebracht werden. Auch werden finanzielle Hilfen und psychosoziale Betreuung angeboten, welche die Kinder vor dem Verlassen- und Ausgesetztwerden schützen sollen. Allerdings hielt das Land in Abstimmung mit der Europäischen Union 2005 an vielen harten Sparmaßnahmen im Sozialbereich fest.
Zur Linderung des Problems wurden zwischen 1996 und 2001 mehr als 1500 Kindern ins Ausland zur Adoption vermittelt, jedoch oftmals ohne Nachberichte und unter fragwürdigen Bedingungen. Die rumänische Regierung setzte 2001 auf Druck der EU-Kommission alle Auslandsadoptionen aus. Trotz des Moratoriums wurde 2003 bekannt, dass wieder mehr als 1100 Kinder ins Ausland vermittelt worden waren, vor allem nach Italien. Seit 2004 dürfen nur noch die eigenen Großeltern ein rumänisches Kind ins Ausland adoptieren, und andere Ausländer nur, wenn sie seit mindestens fünf Jahren in Rumänien leben.
Folgende Situationen und Initiativen sind aus den größeren Städten bekannt (Auswahl):

### Bukarest

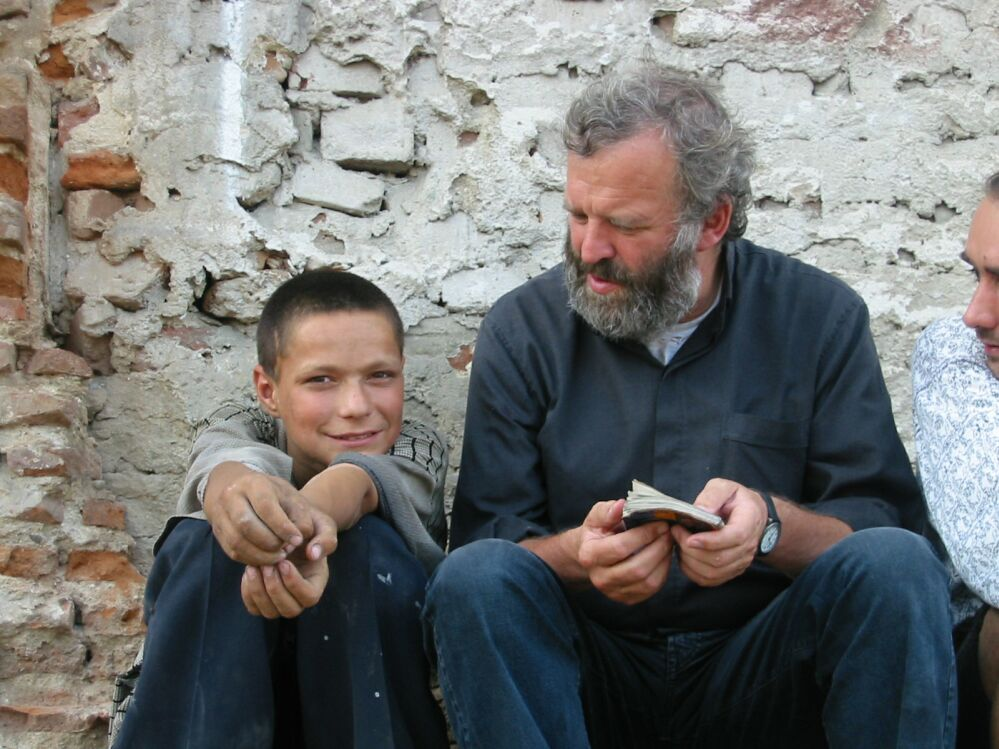
Pater Georg Sporschill

Etwa die Hälfte der rumänischen Straßenkinder lebt in Bukarest. Am Bahnhof București Nord oder Stationen wie Piața Victoriei sind sie nicht zu übersehen. Allein hier lebten zeitweise über 3000 zumeist drogenabhängige Straßenkinder ohne nennenswerte medizinische Versorgung oder soziale Absicherung. Die taz bezifferte 2016 ihre Zahl mit „über 1500“.
Viele Jahre lang betreute der österreichische Jesuitenpater Georg Sporschill mit seinem sozialen Werk Concordia Straßenkinder in Bukarest. Die Organisation, von der sich Sporschill 2012 trennte, betreut mittlerweile Jugendliche in vier Ländern. Sporschill gründete 2012 gemeinsam mit Ruth Zenkert in der Nähe von Hermannstadt (Sibiu) den Verein ELIJAH, der sich um Roma-Kinder und deren Familien kümmert, die ebenfalls unter katastrophalen Zuständen an den Ortsrändern der Dörfer leben. Ehemalige Straßenkinder aus Bukarest arbeiten in dem Verein als Sozialarbeiter und Musiklehrer.
Der Maristenbruder Antolín ist der Leiter des von der Caritas unterstützten Straßenkinderprojekts. 80 km nördlich von Bukarest entstand zwischen 2006 und 2009 eine Farm mit Bäckerei und zehn Häusern, auf der circa 100 Straßenkinder leben und arbeiten. Ziel des Projektes ist es, den Kindern und Jugendlichen eine Umgebung zu schaffen, in der sie eine positive Perspektive entwickeln können.
In dem Projekt Circus Parada, das von dem französischen Clown Miloud Oukili ins Leben gerufen wurde, lernen Straßenkinder sich in soziale Strukturen einzufügen. „In den von uns aufgeführten Menschlichen Pyramiden tragen die Starken das Elend der Schwachen. Auf den Straßen geht es genau andersherum zu. Dort müssen die Allerschwächsten die Starken tragen“, so Ouki. Über 300 Kinder konnten so reintegriert werden. Im Dezember 1999 erhielt Miloud Oukilis für seine Arbeit einen Preis von UNICEF.
In Bukarest wurde auch das Offene Haus eingerichtet, eine Schule für Straßenkinder. Weitere Unterstützung erhalten sie von dem Casa „Robin Hood“, dem Arms Center, Casa Gavroche, Salvați Copiii, sowie Children in Distress. Es gibt zwei Tageskliniken, die Straßenkindern in Bukarest zwar keine ständige Unterbringung bieten, aber elementare medizinische Betreuung. Das Casa „Sankt Ioan“ ist eine gemeinnützige Heimstatt für Straßenkinder mit nur zehn Betten. Die Fähigkeit der Kinder zur Rehabilitation wird vorher abgeschätzt und ist für eine Aufnahme hier Voraussetzung.

### Timișoara
In Timișoara (deutsch Temeswar) lebten laut inoffiziellen Schätzungen 2005 noch mindestens 1.000 Menschen auf der Straße. Zeitweilig hausten mehrere Gruppen von jeweils bis zu 100 Kindern im Alter von 5 bis 17 Jahren zur Winterzeit in der Kanalisation Timișoaras. Das Inhalieren von Schnüffelstoffen war hier weit verbreitet. Die Zeitung The Independent nannte sie 1994 the rat children (deutsch die Rattenkinder).
1997 wurde die Zahl der Kinder mit bis zu 200 angegeben. Eine Erhebung ergab, dass über 80 Prozent der Kinder Jungen, 50 Prozent zwischen 10 und 14 Jahren alt, und über 40 Prozent nicht in Timișoara heimisch waren. 65 Prozent der tagsüber auf der Straße lebenden Kinder kehrten nachts zu Familien zurück. 2001 gab es in Timișoara noch immer zwischen 200 und 250 Straßenkinder; damals bestanden für ungefähr die Hälfte von ihnen Unterbringungsmöglichkeiten im Nachtasyl oder in anderen Institutionen.
Franz Brugger beschrieb die Kinder der Straße:

„Von zu Hause weggelaufen, verstoßen, von sogenannten Kinderheimen ausgerissen und überall zu finden, das sind die Kinder der Straße. In den Bahnhöfen, Markthallen, Hinterhöfen von Wohnblocks und in der Kanalisation suchen sie Wärme, Geborgenheit und Unterschlupf. Ihren Hunger, die Kälte und die Angst betäuben sie meist mit Lack, den sie aus Plastikbeuteln schnüffeln. Dieses Schnüffeln bewirkt irreparable Schäden im Gehirn und verwehrt ihnen die Aufnahme in ein besseres Leben. Keine Schulbildung, kein Beruf, mal Gelegenheitsarbeit, mal betteln – warten auf was?“

Am 13. September 1994 gründete die deutsche Stiftung Kinderzukunft die Kinderdorf Rudolf Walther Timișoara. Das Kinderdorf wurde für 5 Millionen DM gebaut und ist das erste seiner Art in Rumänien. Im Jahr 2008 lebten 149 Kinder in ihm. Von ihnen schlossen 2009 neunundzwanzig erfolgreich die Schule und vier ihre Ausbildung ab. Siebzehn von ihnen besuchten eine weiterführende Schule oder Universität. Das Dorf umfasst auf einem Areal von 80.000 Quadratmetern elf Wohnhäuser mit angegliederten Nutzgärten, einen Kindergarten und eine Schule, ein Verwaltungsgebäude, eine Krankenstation mit Räumen für Ärzte und Psychologen, ein Gästehaus, Rasenflächen, Sportstätten und ein Ausbildungszentrum für berufsvorbereitende Kurse.
Pater Berno Rupp, Superior der Salvatorianer in Timișoara, hat 1999 zusammen mit dem Caritasverband der Diözese Timișoara das P. Jordan Haus initiiert. Das Nachtasyl bietet Straßenkindern zwei große Schlafsäle mit je 30 Betten für Männer über 16 Jahren und zwei weitere Schlafräume mit je 20 Betten für Frauen und Mädchen und für Jungen unter 16 Jahren. Neben einem Dach über dem Kopf gibt es ein warmes Abendessen, Frühstück und weiterhin Zugang zu Waschgelegenheiten, frischer Kleidung und medizinischer Betreuung. Pater Berno gründete außerdem eine Jugendfarm, ein Resozialisierungszentrum für Obdachlose und eine Kindertagesstätte für Kinder aus sozial schwachen Familien. Die Jugendfarm (ehemalige Kolchose) wird für die Aufnahme und Zukunft von Straßenkindern seit einigen Jahren hergerichtet. Landwirtschaft, Mühle, Tischlerei und einiges mehr funktionieren und die ersten Kinder und Jugendlichen sind bereits dort. Seit Anfang 2008 sind auch die ersten zwei Wohnhäuser fertig und bezogen.
Mechtild Gollnick, Rumänienvertreterin des Vereins Hilfe für Kinder im Kreis Timiș, sagte Mitte 2012: „Meiner Erfahrung nach sind viele Familien bitter arm, vor allem kinderreiche Familien – das sind vor allem Romafamilien oder Baptisten bzw. Pfingstler – und Familien in abgelegenen Dörfern – meine Erfahrung bezieht sich auf die Dörfer Teremia Mică und Bencecu de Jos – in denen die Eltern keine feste Arbeit haben; keine Arbeitsplätze in der Umgebung, Eltern ohne genügende Schulbildung. […] Mir sind keine Kinder bekannt, die zu Hause zu viel arbeiten müssen und wegen wirtschaftlicher Verpflichtungen in der Schule fehlen. Sie fehlen eher, weil die Eltern sie nicht konsequent in die Schule schicken. Ich kenne viele bitter arme Familien mit vielen Kindern – z. B. 6 bis 10 Kindern – vor allem in abgelegenen Dörfern. Ein Grund dafür scheint mir zu sein, dass sie über Verhütungsmethoden nicht ausreichend aufgeklärt sind und/oder sich nicht klar darüber sind, welche Anstrengungen, auch finanzieller Art, nötig sind, um die Kinder großzuziehen. Leider sind das auch meist Familien, die ihre Kinder wenig fördern. Das hat zur Konsequenz, dass ihre Kinder wenig lernen, keinen qualifizierten Schulabschluss erhalten und danach wenig Aussicht auf eine gute Arbeitsstelle haben. Das heißt, dass sich die prekäre Lebenssituation in der nächsten Generation fortsetzt.“

### Iași
Auf einer Farm in Podul Iloaiei bei Iași (deutsch Jassy) hat die Stiftung „Hoffnung der Kinder in Rumänien“ seit 1990 mehr als 150 Straßenkindern Obdach gegeben. Es handelt sich um Initiativen von Etienne Metreau und Daniel Rusu.

### Cluj-Napoca
Das Straßenkinder-Musikprojekt in Cluj-Napoca (deutsch Klausenburg) ermöglicht sozial benachteiligten Kindern und Jugendlichen im Rahmen einer Band ihre musikalischen Fähigkeiten zum Ausdruck zu bringen. Durchgeführt wird das Projekt von der Organisation „Luptatori pentru Speranta“. Die Kinder- und Jugendband spielt vor allem zwei Musikstilrichtungen, volkstümliche Roma-Musik und Manele. Die Band mit dem Namen „V.I.S.“ (deutsch Traum) besteht aus Jungen und Mädchen zwischen 8 und 16 Jahren und wird von zwei Musiklehrern begleitet. Die Mitgliederzahl von „V.I.S.“ erweitert sich durch Beitritte weiterer Jungen und Mädchen ständig. Einmal wöchentlich finden die Bandproben statt, bei denen sie genügend Zeit haben, neben dem Unterricht ihre Musikstücke einzustudieren. Da für viele der teilnehmenden Kinder und Jugendlichen eine tägliche Mahlzeit keine Selbstverständlichkeit ist, wird während des Unterrichts ein Gratisessen bereitgestellt.

### Brașov
In Brașov (deutsch Kronstadt) lebten 20 bis 30 Straßenkinder in einem Alter ab acht Jahren ständig am Bahnhof der Stadt. Hier lebten auch einige Mädchen im Alter von 15 bis 20 Jahren, die sich durch Prostitution Geld beschafften. Drogenfreie Acht- bis Vierzehnjährige konnten in der Wartehalle des Bahnhofs übernachten.
Die jüngeren Straßenkinder in Brașov sichern ihr Überleben mit dem Verkauf von Zeitungen in den in Brașov haltenden internationalen Fernzügen. Es fehlt aber an Kleidung und Schuhen, ganz besonders im Winter, und die medizinische Versorgung fehlt ganz. Die meisten der Straßenkinder hier waren nie in einem Heim.

### Sighișoara
In Sighișoara (deutsch Schäßburg) wurde 2007 durch die Evangelische Aktion Hoffnung für Osteuropa Hilfe zur Selbsthilfe zum Aufbau einer Infrastruktur für Straßenkinder gegeben. Mit dem Projekt zum Aufbau des Hauses des Lichts, einem Kinderheim mit integrierter Sonderschule für behinderte Kinder, entstand im Jahr 2007 in einem ehemaligen Pfarrhaus auch eine Zuflucht für zunächst 16 Straßenkinder.

### Andere Initiativen

#### SOS-Kinderdörfer
Zurzeit gibt es in Rumänien drei SOS-Kinderdörfer, zwei SOS-Jugendeinrichtungen, zwei SOS-Kindergärten und sechs SOS-Sozialzentren. Die Hauptstandorte sind Bukarest, Cisnădie bei Sibiu, und Hemeiusi bei Bacău.

#### Casa Don Bosco
Cincu (deutsch Groß-Schenk) im Kreis Brașov und Iacobeni (deutsch Jakobsdorf) im Kreis Sibiu waren Standorte der umstrittenen Stiftung des Kinderhilfsvereins „Casa Don Bosco“, das Straßenkinder betreute. Der 2011 verstorbene Leiter der Stiftung mit dem Namen Pater Donatus oder Don Demidoff trat bereits mit seinem Familiennamen Udo Erlenhardt unter anderem als der ehemalige Chefredakteur des ersten deutschen Schwulenmagazins DU&ICH und als schillernde Figur in der Affäre um den Bundeswehr-General Kießling 1984 in Erscheinung.
Mehrmals warnten das Erzbistum Freiburg und andere bundesdeutsche Diözesen sowie die Niederländische Bischofskonferenz vor „einem gewissen Pater Donatus Demidoff aus Amsterdam“, der deutsche Pfarreien um Spenden für die Einrichtung eines Heimes für heimatlose Jugendliche bat. Der Mann sei kein katholischer Priester. Ihm wurde von verschiedener Seite die Veruntreuung von Spendengeldern zur Last gelegt. Don Demidoff bestreitet dies auf seiner Website und macht unter anderem Vertreter der römisch-katholischen und der rumänisch-orthodoxen Kirche für die gegen ihn gerichteten Angriffe verantwortlich.

## Öffentliche Wahrnehmung
Die Bevölkerung reagiert mit Ablehnung und Diskriminierung auf die Kinder. Bezeichnend ist, dass das Wort Straßenkinder in der Umgangssprache gleichbedeutend ist mit Ratten oder Abschaum. In dem Bewusstsein vieler Rumänen gelten die Straßenkinder noch immer als der „soziale Sondermüll der Ära Ceausescu“.
Straßenkinder fielen Misshandlungen seitens der Polizei zum Opfer. Im Januar 2003 drückte der UN-Ausschuss für die Rechte des Kindes seine Besorgnis über die zahlreichen Misshandlungs- und Foltervorwürfe im Hinblick auf Kinder aus. Außerdem wurde kritisiert, dass derartige Vorfälle keine effektiven Untersuchungen durch eine unabhängige Behörde nach sich zögen. Der Ausschuss rief Rumänien eindringlich auf, „sofortige Maßnahmen zu ergreifen, um sämtliche Gewalt gegen Kinder zu unterbinden und gegen das vorherrschende Klima der Straflosigkeit für solche Taten vorzugehen“.
Am 21. März 2009 wurden am Internationalen Tag der Straßenkinder durch die Kinderschutzbehörde in der Stadtmitte Timișoaras Ausstellungen mit Zeichnungen und Lebenserfahrungen ehemaliger Straßenkinder organisiert. Die Aktion fand unter dem Motto „Die Straße ist kein zu Hause“ statt.
Henrike Bradiceanu-Persem nahm sich des Themas Straßenkinder in der gleichnamigen Szenette an, die 2000 beim Theaterfestival in Timișoara von der Autorin vorgetragen wurde.
2003 fand in Iași die Premiere des Stücks Die Stelzen von Francisca Ricinski statt. Es handelt vom Leben der Straßenkinder. Für dieses Stück erhielt die Autorin den Theaterpreis der renommierten rumänischen Literaturzeitschrift „Convorbiri literare“.
Der katalanische Regisseur Joan Soler Foyé porträtierte in seinem Film Abandonados/Abanonatii (deutsch Verlassen) eine Gruppe von Jugendlichen, die in der Kanalisation in der Nähe des Bahnhofs București Nord unter schwierigen Bedingungen lebt. Der Film wurde 2007 für den spanischen Filmpreis Goya in der Kategorie Bester Dokumentarkurzfilm nominiert und erhielt zahlreiche Auszeichnungen, unter anderem den renommierten Premio Caracola-Alcances auf dem Filmfestival von Cádiz.
Mit dem Dokumentarfilm Wenn ich weine, schlägt mein Herz, einer deutsch-rumänischen Kooperation von 2008, haben Annett Schütze und ihr Team in Bukarest ein Porträt über Straßenkinder gedreht. Der Hauptdarsteller Mustafa und fünf weitere Straßenkinder filmten mit einer Mini-DV-Kamera ihre ganz eigene Sicht auf ihr Leben inmitten von Drogen, Prostitution und Gewalt.
Über die Möglichkeit des Anderen Dienstes im Ausland als Alternative zum deutschen Wehrersatzdienst haben auch junge Deutsche zur Unterstützung der Straßenkinder in Rumänien beigetragen.